# シュタムバッハ (オーバーフランケン)
シュタムバッハ (ドイツ語: Stammbach) は、バイエルン州オーバーフランケン行政管区ホーフ郡に属す市場町で、アウトバーンA9（出口36 - ミュンヒベルク南）に位置する。

## 地理
シュタムバッハは、45の地区 (Ort) からなる。このうち孤立農場などを除く集落を以下に列記する。
- フライシュニッツ
- フェルステンロイト
- グントリッツ
- エルシュニッツ
- クヴェーレンバッハ
- リントラス
- シュタムバッハ
- ヴァイケンロイト

これらは、フライシュニッツ、フェルステンロイト、グントリッツ、シュタムバッハの4地区に分類される。

## 歴史
1792年から設けられたプロイセン王国バイロイト侯領のアムトは、1807年のティルジットの和約でフランス統治下に置かれ、1810年にバイエルン王国領となった。シュタムバッハは、重要な市政に関する固有の権利を有していた。

### 人口推移
この地域の人口は、1970年 3,352人、1987年 2,755人、2000年 2,662人と推移した。

## 行政
町長は、カール・フィリップ・エールラー (CSU)
シュタムバッハの町議会は14議席からなる。

## 引用
1. ↑  https://www.statistikdaten.bayern.de/genesis/online?operation=result&code=12411-003r&leerzeilen=false&language=de Genesis-Online-Datenbank des Bayerischen Landesamtes für Statistik Tabelle 12411-003r Fortschreibung des Bevölkerungsstandes: Gemeinden, Stichtag (Einwohnerzahlen auf Grundlage des Zensus 2011)
2. ↑  Bayerische Landesbibliothek Online